# 重なり形配座

重なり形配座（右はニューマン投影式）

ねじれ形配座

重なり形配座（かさなりがたはいざ、英: Eclipsed conformation）は、隣接する原子A,B上の2つの置換基X,Yが空間的に最も近接し、X-A-B-Yのねじれ角が0度となる配座である。このような配座は、2つのsp3混成原子が単結合で直鎖状に繋がる場合に生じ、通常は配座エネルギーが最大となる。この現象は、しばしば立体障害によって説明されるが、実際は超共役に起因するものもある。
ニューマン投影式のエタンの例では、炭素-炭素結合の周りの回転は、完全に自由ではなく、エネルギー障壁が存在する。重なり形配座のエタン分子は、ねじれ歪みを受けており、ねじれ形配座に回転する際には、約12.5 kJ/molのエネルギーを放出する。